# Парораспределение
Парораспределе́ние — управление распределением пара в различных технических устройствах, а также системы для такого распределения.
В паровых турбинах парораспределением называют системы подачи пара в турбину, которые регулируют расход и параметры подаваемого пара. Для изучения работы пара в турбине применяют понятие «ступень турбины», то есть совокупность ряда расположенных по окружности каналов, образованных неподвижными направляющими лопатками или соплами, и следующего за ним вращающегося ряда (или нескольких рядов) каналов, образованных рабочими лопатками, закрепленными на валу. Пар в каналах движется со скоростями, близкими к скорости звука и даже быстрее.
Ступень турбины с изменяемым проходным сечением соплового аппарата (или сопловой коробки) называется регулирующей. Сопловый аппарат делится на сегменты с подводом пара от одного из регулирующих клапанов. Как правило, на турбине устанавливают 2-4 регулирующих и столько же стопорных клапанов.
Парораспределение может быть дроссельным, сопловым и обводным(байпасным). При дроссельном парораспределении изменение расхода пара сопровождается изменением параметров всего количества пара, поступающего в турбину, путём одновременного открытия или закрытия регулирующих клапанов.
При сопловом парораспределении изменение расхода пара осуществляется путём последовательного открытия или закрытия регулирующих клапанов, подающих пар к определенным группам сопел. При этом клапаны открываются поочередно.
При обводном парораспределении изменение расхода пара регулируется открытием обводного регулирующего клапана, который направляет пар в обход первой ступени (или первых ступеней) турбины.
При блочной схеме электростанции как дроссельная, так и сопловая системы парораспределения позволяют осуществлять изменение мощности на т. н. «скользящем давлении», то есть при постепенном изменении давлении пара за котлом без изменения положения регулирующих клапанов турбины. Такой способ, как правило, экономичнее по расходу тепла на 1-3 %, особенно при неполной нагрузке. Кроме того, сокращается время пуска энергоблока, увеличивается срок службы котла и паропроводов. Если для турбины предусматривается только способ скользящего давления, то можно отказаться от установки регулирующей ступени.
В паровых увлажнителях воздуха используются вентиляторные или линейные парораспределители. При выдаче пара непосредственно в воздух помещения используется вентиляторный парораспределитель. При подаче пара в центральный кондиционер или в систему воздуховодов применяются линейные парораспределители. Основными элементами парораспределителя являются радиальный вентилятор, наружный дефлектор, воздушный фильтр, поддон для сбора конденсата, кожух и термостат. Линейные парораспределители выполняются из нержавеющей стали, алюминия или пластмассы.
В паровых машинах периодического действия (паровозных двигателях, паровых молотах и др.) парораспределением называют управление периодическими процессами впуска/выпуска пара в цилиндр паровой машины. Парораспределение бывает поршневое, клапанное, крановое или золотниковое.
При поршневом парораспределении чередующееся открытие и закрытие впускных и выпускных окон цилиндра производится непосредственно кромкой самого поршня (прямоточная паровая машина),
при клапанном парораспределении соответственно клапанами, при крановом — кранами.
Наиболее распространено золотниковое парораспределение (см. Устройство паровоза).